# خيرمان خيمينيز
خيرمان خيمينيز (بالإسبانية: Germán Jiménez)‏ هو لاعب كرة قاعدة مكسيكي، ولد في 5 ديسمبر 1962 في Santiago Ixcuintla ‏ في المكسيك.

## وصلات خارجية
- خيرمان خيمينيز على موقعبيزبول رفرنس.كوم (الدوري الرئيسي) (الإنجليزية)